# Jocelyn Bell
Susan Jocelyn Bell Burnell (Belfast, 15 luglio 1943) è un'astrofisica britannica, scopritrice della prima pulsar insieme al suo relatore di tesi Antony Hewish, che ottenne il premio Nobel per la fisica.

## Biografia
Nata nell'Irlanda del Nord, Bell frequentò l'Università di Glasgow e poi l'Università di Cambridge (Murray Edwards College) dove ottenne il dottorato. Qui lavorò con Hewish e con altri per costruire un radiotelescopio, allo scopo di studiare i quasar, che erano stati da poco scoperti. Ascoltando il rumore di fondo della registrazione compiuta sul cielo, Bell trovò un segnale che pulsava in modo regolare, più o meno una volta al secondo. All'inizio, la sorgente fu chiamata LGM-1, dove LGM è l'acronimo di Little Green Men (omino verde); infatti, Bell e Hewish pensarono che si trattasse di un segnale proveniente da extraterrestri, in quanto appariva troppo regolare per essere naturale. In seguito la sorgente fu identificata come una stella di neutroni rotante ad altissima velocità ed è oggi ufficialmente riconosciuta con il nome di PSR B1919+21.

## Carriera
Dopo aver terminato il dottorato, Bell lavorò all'Università di Southampton (1968-73), all'University College di Londra (1974-82) e all'Osservatorio reale di Edimburgo (1982–91), prima di diventare docente di fisica alla Open University per dieci anni, e in seguito professoressa "in visita" all'Università di Princeton. Nel 1986 è diventata project manager per il James Clerk Maxwell Telescope a Mauna Kea, Hawaii. Prima del ritiro dall'insegnamento, Bell era preside della facoltà di Scienze all'Università di Bath dal 2001 e il 2004 ed è stata Presidente della Royal Astronomical Society tra il 2002 e il 2004. Attualmente è professoressa in visita all'Università di Oxford. È stata Presidente dell'Institute of Physics tra il 2008 e il 2010. Nel febbraio del 2018 è stata nominata rettrice (Chancellor) dell'University of Dundee.

## Polemica sul premio Nobel
Nel 1974, Hewish e Martin Ryle ricevettero il premio Nobel della fisica per la scoperta delle pulsar. Durante la polemica che ne seguì, in molti videro la Bell come una persona privata ingiustamente del Nobel. La stessa Bell affermò più tardi in un'intervista che all'epoca le persone ritenevano che i risultati scientifici appartenessero al capo laboratorio, sempre un uomo anziano, e che i giovani ricercatori eseguivano semplicemente gli ordini. Sembra infatti che Bell, come alcune altre scienziate, sia stata vittima dell'effetto Matilda.

## Riconoscimenti
La Bell è stata premiata da molte organizzazioni:
- Nel 1973: Medaglia Albert A. Michelson del Franklin Institute di Filadelfia (insieme ad Antony Hewish).[9]
- Nel 1978: Premio J. Robert Oppenheimer Memorial del Center for Theoretical Studies, University of Miami.
- Nel 1986: Premio Beatrice M. Tinsley dell'American Astronomical Society.
- Nel 1989: Medaglia Herschel della Royal Astronomical Society.
- Nel 1995: Jansky Lectureship al National Radio Astronomy Observatory.
- Nel 2000: Premio Magellano dell'American Philosophical Society.
- Nel marzo 2003: Fellow of the Royal Society (FRS).
- Nel 2004: Fellow of the Royal Society of Edinburgh (FRSE).
- Il 27 giugno 2006: Lezione intitolata a William E. Gordon ed Elva Gordon al Radiotelescopio di Arecibo.
- Nel 2007 le è stato dedicato un asteroide, 25275 Jocelynbell [10].
- Nel 2011: Grote Reber Medal all'assemblea generale dell'International Union of Radio Science (URSI) di Istanbul.
- Nel febbraio 2013 è stata nominata una delle 100 donne più potenti del Regno Unito dalla Woman's Hour della BBC Radio 4.[11]
- Nel febbraio 2014 è stata eletta Presidentessa della Royal Society di Edimburgo, è stata la prima donna a ricoprire tale carica. Ha mantenuto l'incarico dal 2014 al 2018, quando le è succeduta la professoressa Lesley Anne Glover.[12].
- Nel 2015: Medaglia Royal della Royal Society.
- Nel 2015: Women of the Year Prudential Lifetime Achievement Award.
- Nel 2017: Institute of Physics President's Medal.
- Nel 2018: Special Breakthrough Prize con un premio in denaro di 3 milioni di dollari, da lei devoluto in beneficenza per favorire percorsi di studio a studentesse[13][14].
- Nel 2021: Medaglia Copley.[15]
- Nel 2021: Medaglia Karl Schwarzschild[16]
- Nel 2022: Medaglia Matteucci[17]

Ha ricevuto inoltre diverse lauree honoris causa.